# Haggard (hudební skupina)
Haggard je německá symphonic metalová hudební skupina založená v roce 1989 v Mnichově. Ve své hudbě kombinuje doom metal a gothic metal s vážnou hudbou zejména z období středověku a renesance, na počátku kariéry začínala s death metalem.

## Současní členové
Jmenný seznam šestnácti členů:
- Bartl - hoboj
- Karin Bodenmüller - soprán
- Fiffi Fuhrmann - krumhorn
- Kathrin Hertz - violoncello
- Steffi Hertz - viola
- Danny Klupp - akustická kytara
- Kerstin Krainer - housle
- Luz Marsen - bubny, tympány
- Robert Müller - klarinet
- Andi Nad - bas
- Asis Nasseri - zpěv, kytara
- Kathrin Pechlof - harfa
- Susanne - soprán
- Florian Schnellinger - bas
- Hans Wolf - klavír, cembalo, klávesy
- Christoph v. Zastrow - flétna

## Diskografie
Dema
- Introduction (1992)
- Once... Upon A December´s Dawn (1995)
- And Thou Shalt Trust... the Seer (1996)

Studiová alba
- And Thou Shalt Trust... the Seer (1997)
- Awaking the Centuries (2000)
- Eppur Si Muove (2004)
- Tales of Ithiria (2008)

EP
- Have You Ever Seen... Worlds Progressive Technology? (1994)

Kompilační alba
- Era Divina (2009) – obsahuje CD + DVD

Živá alba
- Awaking the Gods: Live In Mexico (2001)

Promo nahrávky
- And Thou Shalt Trust... the Seer (1996)

## Videografie
Videa
- A Midnight Gathering (VHS, 1998) – videoklip ke skladbě In A Pale Moon's Shadow
- Awaking the Gods: Live In Mexico (DVD/VHS, 2001)